# Aldrig Näcken
Aldrig Näcken är en kriminalroman av Stieg Trenter, utgiven 1953. Titeln är hämtad från Stagnelius dikt Näcken:
Gigan tystnar. Aldrig Näcken
spelar mer i silverbäcken.

## Handling
Eva Grimm är på väg från Stockholm på brittsommarsemester hos sin gamla väninna Doris, som befinner sig i sommarstugan utanför Valdemarsvik. Först måste hon bara hämta ett par skor, som Doris prompt vill ha till tisdagens herrgårdsbal. Uppe i Doris lägenhet, som hon trott vara tom, konfronteras hon tämligen obehagligt med Doris make, Simon Elgh.
Eva far med scooter och övernattning hos moster i Nyköping till Flickornas krok i Gryt, där Doris har lovat att hämta med aktersnurran. Väntan blir lång. Eva följer en enormt stor fjäril ombord på roslagsskutan La Anguila och träffar ålhandlaren och före detta smugglaren Peter. Några dagar senare, har Eva installerat sig hos Doris och är ute på svampplockning, medan väninnan är på stadsbesök inne i Valdemarsvik. I skogen träffar hon åter på Simon. Han följer inte med till Doris stuga i Lönndalen, utan försvinner åt andra hållet, bort mot torpet Mörkebås. Svampturen slutar i Flickornas krok, eftersom det tilltagande regnet övergått i ett kraftigt åskväder, vilket Eva får vänta ut i skansen på La Anguila, spelande kort med skutskepparen Peter, rökmästaren Håkansson och Reggy Nord. Doris återkommer från Valdemarsvik i sällskap med landsfiskalen, som hon är bekant med och som lovat henne hjälp med att söka efter Eva, som ju inte kunnat svara i telefon hemma i stugan. Alla ger sig av i en fiskebåt för att se om Simon Elgh befinner sig i Mörkebås. Där hittar man bara hatten. På återfärden till Lönndalen upptäcker sällskapet Simon Elgh död, till synes hängd, på den lilla Brudholmen. 
När en okänd röst i telefonen nästa morgon påstår att Simon inte begått självmord utan blivit mördad ringer Eva upp Harry Friberg, vars bekantskap hon gjorde i samband med mordfallet som beskrivs i Ristat i sten. Friberg skickar sin fågelskådande kamrer, Ture Vikbo, att agera beskyddare åt damerna i Lönndalen.
Historien berättas ur Eva Grimms perspektiv, dock ej i jagform, utom i de brev hon skickar till Harry Friberg på begäran. Friberg befinner sig i Kiruna och dyker inte upp nere i Gryt förrän till historiens upplösning, efter det andra mordet.

## Persongalleri
- Eva Grimm, 25, blomstermakerska på semester
- Doris Elgh, rikt gift barndomsväninna till Eva
- Simon Elgh, konsul, rik världspatentägare för Elghmotorn, svartsjuk äkta man
- Ture Vikbo, kamrer på Harry Fribergs ateljé, ivrig fågelskådare
- Harry Friberg, 38, fotograf och amatördeckare
- Rickard Salmsson, landsfiskal i Valdemarsvik
- Peter Nielsen, 39, skutskeppare, ålhandlare, före detta smugglare i Tanger
- Georg Helenius, pensionerad överstelöjtnant, beundrare till Doris
- Reggy Nord, avsigkommen Stockholmare
- Håkansson, rökmästare
- Acke Ohlsson, fiskare
- David Lorenz, ingenjör och fjärilskännare
- Filip Morin,18, dövstum fiskare
- Fru Svensson, Doris hushållerska
- Konstapel Ranberg